# Ind igen og ud igen
Ind igen og ud igen er en amerikansk stumfilm fra 1917 af John Emerson.

## Medvirkende
- Douglas Fairbanks - Teddy Rutherford
- Arline Pretty - Janie Dubb
- Walter Walker - Sheriff Dubb
- Arnold Lucy - Amos Jennings
- Helen Greene - Pacifica Jennings